# Grafmonument van J.M.A. Smolders
Het grafmonument van J.M.A. Smolders is een monument op het kerkhof in de Nederlandse plaats Nieuwkuijk.

## Achtergrond
De overledene, Joannes Martinus Alphonsus Smolders (1848-1913), was kapelaan in Waalwijk tot hij in 1893 werd benoemd tot pastoor in Nieuwkuijk.
Het grafmonument is geplaatst op het kerkhof achter de 19e-eeuwse Johannes de Doperkerk in Nieuwkuijk. Hier zijn ook het grafmonument van de bezitters van Onsenoort en Nieuwkuijk en het grafmonument van de familie Van der Aa te vinden. De kerk raakte tijdens de Tweede Wereldoorlog zwaar beschadigd en werd gesloopt. Op dezelfde plek werd in 1955 de Sint-Johannes Geboortekerk gebouwd. 

## Beschrijving
Het grafmonument bestaat uit een liggende grafkist met op de deksel een wapenschild en het opschrift 

DOMINE DELEXI DECOREM DOMUS TUAE ET LOCUM HABITATIONIS GLORIAE TUAE PS. XXV.U

De opstand heeft in de bovenrand een decoratief motief en centraal het IHS-monogram. Op de opstand is een witte plaquette aangebracht met het opschrift 

HIER WACHT DE VERRIJZENIS DE E. HEER J.M.A. SMOLDERS
PASTOOR DEZER PAROCHIE
GEB. TE ST. GEERTUIDENBERG 15 APRIL 1848
OVERL. TE NIEUWKUIK 7 OCT. 1913

Achter het graf staat een gebeeldhouwd kruis met diverse attributen in reliëf die verwijzen naar het beroep van de overledene: het kruis is omhangen met een stola en op het kruis zijn een miskelk met hostie, een wierookvat, een lelie en druivenrank afgebeeld.

## Waardering
Het grafmonument werd in 2001 als rijksmonument in het Monumentenregister opgenomen. "Het grafmonument is van algemeen belang. Het heeft cultuurhistorisch belang wegens typologie en als voorbeeld van de katholieke grafcultuur. Het is van architectuurhistorisch belang wegens ornamentiek, vormgeving en materiaalgebruik. Het is gaaf bewaard gebleven."